# Rick Moranis
Frederick Allan "Rick" Moranis, född 18 april 1953 i Toronto, Ontario, är en kanadensisk komiker, skådespelare och musiker.

## Biografi
Rick Moranis föddes i Toronto, Ontario och gick i high school på Sir Sandford Fleming Academy.
Moranis fru, Ann, gick 1991 bort i bröstcancer, varefter han tog en paus i skådespelandet för att ta hand om sina två barn. Moranis har sedan dess inte synts mycket i film, men har medverkat som röstskådespelare i animerade filmer, vilket lett folk till uppfattningen att han pensionerade sig. I en intervju med The Hollywood Reporter 2015 säger Moranis att han inte är pensionerad, utan att han endast är selektiv med vilka roller han väljer att ta.

## Filmografi
- 1984 – The Adventures of Bob & Doug McKenzie: Strange Brew
- 1984 – Streets of Fire
- 1984 – Ghostbusters - Spökligan
- 1985 – Brewsters miljoner
- 1986 – Little Shop of Horrors
- 1987 – Det våras för rymden
- 1989 – Ghostbusters 2
- 1989 – Föräldraskap
- 1989 – Älskling, jag krympte barnen
- 1990 – Hur jag lärde en FBI-agent dansa marengo
- 1992 – Älskling, jag förstorade barnet
- 1993 – Ursäkta, var är arvet?
- 1994 – Familjen Flinta
- 1994 – Little Giants
- 1996 – Hämnd ljuva hämnd
- 1997 – Älskling, vi krympte oss själva
- 2003 – Björnbröder (röst)
- 2006 – Björnbröder 2 (röst)

## Diskografi

### Album
- The Great White North (1981)
- You, Me, the Music and Me (1989)
- The Agoraphobic Cowboy (2005)